# Patrick Stitzinger
Patrick Stitzinger (Maastricht, 25 juli 1981) is een voormalige Nederlandse langeafstandsloper. Hij werd Nederlands kampioen op diverse lange afstanden. Hij manifesteerde zich op zijn specialiteit zowel op de baan en de weg als bij het veldlopen.

## Biografie

### Jeugd
Stitzinger ('Ik doe aan atletiek sinds ik op mijn twaalfde een wedstrijd voor scholieren won') begon als junior met hardlopen bij AV'34 in Maastricht. Toen AV’34 opging in Atletiek Maastricht werd hij lid van het Venlose ADRT Pegasus waar hij trainde met o.a. Sander Schutgens.
Hij ontwikkelde zich onder leiding van Carel van Nisselroy vooral tot veldloper. 'In de eerste jaren dat ik op atletiek zat, heb ik ook andere onderdelen gedaan, maar de langere afstanden stonden altijd op de voorgrond', zo vertelt hij. 'Het leuke aan lopen is dat je goed kunt ervaren waar je grenzen liggen. Ik vind het lekker om zo diep mogelijk te gaan. Crossen in de kou, in de modder of de sneeuw vind ik het leukste - hoe zwaarder, hoe mooier.'

### Senioren
Het grootste succes van zijn atletiekcarrière behaalde Stitzinger in 2006. Hij won begin dat jaar het Nederlands kampioenschap 10 km in Schoorl en liet hiermee de sterke Michel Butter (tweede) en Koen Raymaekers (derde) achter zich. Op 7 mei 2006 kwalificeerde hij zich met een PR-tijd van 28.44,74 op de 10.000 m voor de Europese veldloopkampioenschappen in het Italiaanse San Giorgio su Legnano. Op het 9950 meter lange parcours eindigde hij als 40e in een tijd van 29.25. Hij was hiermee niet de beste Nederlander, want dat werd Gert-Jan Liefers met een negentiende plaats in het eindklassement.
In 2008 liep Patrick Stitzinger als enige Nederlander de 20 van Alphen binnen het uur en behaalde hiermee een achtste plaats overall. Eerder dat jaar was hij bij het NK 10 km in Schoorl tweede geworden achter Michel Butter, op wie hij ditmaal negen seconden moest toegeven. Dezelfde tegenstander zette hem een maand later ook de voet dwars bij de Nederlandse veldloopkampioenschappen in Gilze-Rijen, waardoor er ook daar niet meer in zat dan een tweede plaats. Bij het eerste baankampioenschap van het jaar, het NK 10.000 m in Gouda, was Butter er echter niet bij en zag Patrick Stitzinger zijn kans schoon. Na een wedstrijdlang duel met Greg van Hest wist hij deze in de slotfase van zich af te schudden en de winst naar zich toe te halen in 29.20,28, voor de in 29.21,81 finishende Van Hest. Het was de tweede nationale titel op deze afstand voor de Limburgse langeafstandsatleet, maar de eerste op de baan.
In 2012 werd hij eerst in maart voor de derde maal in zijn carrière Nederlands kampioen halve marathon, waarna hij er in oktober op de marathon van Eindhoven de Nederlandse marathontitel aan toevoegde.

## Nederlandse kampioenschappen

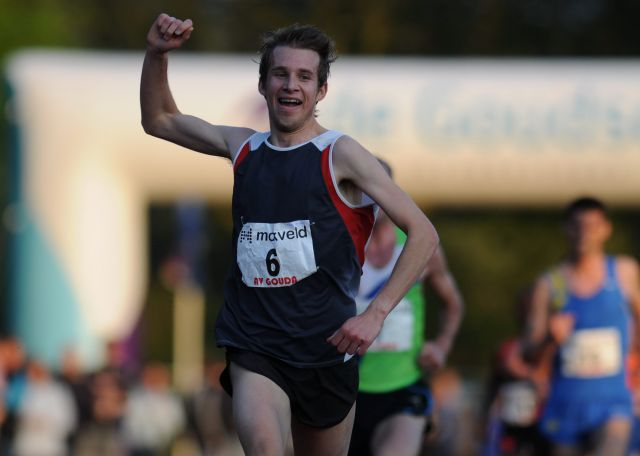
Tijdens het NK 10.000 m in 2008

Baan
| Onderdeel | Jaar |
| --------- | ---- |
| 10.000 m  | 2008 |

Weg
| Onderdeel      | Jaar             |
| -------------- | ---------------- |
| 10 km          | 2006             |
| halve marathon | 2009, 2010, 2012 |
| marathon       | 2012, 2013       |

## Persoonlijke records
Baan
| Onderdeel | Prestatie | Datum            | Plaats         |
| --------- | --------- | ---------------- | -------------- |
| 1500 m    | 3.47,07   | 25 augustus 2007 | Merksem        |
| 3000 m    | 7.56,09   | 12 augustus 2007 | Wattenscheid   |
| 5000 m    | 13.47,51  | 29 juli 2007     | Heusden-Zolder |
| 10.000 m  | 28.34,22  | 15 juni 2011     | Wageningen     |

Weg
| Onderdeel      | Prestatie | Datum            | Plaats              |
| -------------- | --------- | ---------------- | ------------------- |
| 10 km          | 28.57     | 10 februari 2008 | Schoorl             |
| 15 km          | 44.18     | 16 november 2008 | Nijmegen            |
| 20 km          | 59.51     | 4 maart 2012     | Alphen aan den Rijn |
| halve marathon | 1:02.42   | 21 maart 2010    | Venlo               |
| marathon       | 2:15.01   | 18 oktober 2009  | Amsterdam           |

## Palmares

### 3000 m
- 2004:  Track Meeting, Breda - 8.12,75

### 5000 m
- 2002: 7e NK - 14.37,19
- 2003: 10e EK U23, Bydgoszcz - 14.25,99
- 2004: 8e NK - 14.17,99
- 2005:  Papendal Games - 13.57,98
- 2005:  NK - 14.07,27
- 2006: 5e NK - 14.29,52
- 2007:  NK - 14.28,38
- 2012: 7e NK - 14.31,20

### 10.000 m
- 2003: 5e NK, Epe - 30.07,01
- 2006: 17e Europese Beker, Antalya - 29.12,66
- 2008:  NK te Gouda - 29.20,28
- 2010: 14e Europese Beker, Marseille - 28.48,62
- 2011: 9e Europese Beker, Oslo - 29.01,73
- 2014:  NK - 30.09,47

### 10 km
- 2003: 7e Parelloop - 29.53
- 2004: 14e Parelloop - 29.37
- 2004: 11e Warandeloop, Tilburg - 31.14
- 2005: 17e Parelloop - 30.50
- 2005: 9e Warandeloop, Tilburg - 30.29
- 2006:  NK, Schoorl -29.09
- 2007:  NK, Schoorl - 29.21
- 2007: 11e Singelloop Utrecht - 29.16,9
- 2008:  NK in Schoorl - 28.58
- 2008: 17e Parelloop - 29.26
- 2009:  Groet uit Schoorl Run - 29.24
- 2009:  NK in Tilburg - 29.12
- 2009: 6e Parelloop - 29.05
- 2010:  Groet uit Schoorl Run - 29.11
- 2010: 12e Parelloop - 29.26
- 2010: 6e Stadsloop Appingedam - 29.52
- 2010:  NK, Tilburg - 29.29
- 2011:  NK 10 km in Tilburg - 29.20
- 2011: 7e Groet uit Schoorl Run - 29.25
- 2012: 6e Groet uit Schoorl Run - 29.04
- 2013: 16e Groet uit Schoorl Run - 30.09
- 2014:  NK 10 km in Schoorl - 29.23
- 2014: 11e Parelloop - 29.56
- 2015: 11e NK in Schoorl - 30.09
- 2016: 5e NK in Schoorl - 30.27
- 2016: 15e Singelloop Utrecht - 30.55
- 2022:  M40 NK in Venlo - 31.42

### 15 km
- 2008: 9e Zevenheuvelenloop - 44.18,5
- 2009: 11e Zevenheuvelenloop - 45.51
- 2011: 4e Zevenheuvelenloop - 44.28
- 2012: 6e Montferland Run - 46.18
- 2013: 11e Montferland Run - 46.05
- 2013: 8e Zevenheuvelenloop - 45.34
- 2015: 20e Zevenheuvelenloop - 47.48
- 2016: 21e Zevenheuvelenloop - 47.53

### 10 Eng. mijl
- 2007: 13e Dam tot Damloop - 49.02
- 2009: 15e Dam tot Damloop - 48.40
- 2010: 11e Dam tot Damloop - 48.08
- 2011: 10e Dam tot Damloop - 47.47
- 2012: 26e Dam tot Damloop - 49.52
- 2012: 17e Tilburg Ten miles - 48.26
- 2013: 19e Dam tot Damloop - 49.21
- 2014: 18e Dam tot Damloop - 49.56
- 2016: 28e Dam tot Damloop - 51.13

### 20 km
- 2008: 8e 20 van Alphen - 59.57
- 2012:  20 van Alphen - 59.51
- 2017: 9e 20 van Alphen - 1:06.11

### halve marathon
- 2008: 5e halve marathon van Egmond - 1:05.03
- 2009: 6e halve marathon van Egmond - 1:07.29
- 2009:  NK, Den Haag - 1:02.43 (9e overall)
- 2010:  Venloop - 1:02.41
- 2010:  NK in Breda - 1:05.00 (4e overall)
- 2011: 10e halve marathon van Egmond - 1:05.18
- 2011: 13e City-Pier-City Loop - 1:03.17
- 2012:  NK in Venlo - 1:03.28 (4e overall)
- 2013: 14e halve marathon van Egmond - 1:04.45
- 2013: 4e NK in Venlo - 1:06.03
- 2014: 4e NK in Den Haag - 1:05.47 (20e overall)
- 2014: 12e halve marathon van Egmond - 1:05.56
- 2016: 24e halve marathon van Egmond - 1:12.46
- 2016: 10e NK in Den Haag - 1:09.48

### marathon
- 2009:  NK in Amsterdam - 2:15.01 (16e overall)
- 2010: 26e EK in Barcelona - 2:28.02
- 2010: 21e marathon van Amsterdam - 2:17.28
- 2011:  NK in Amsterdam - 2:15.20 (19e overall)
- 2012:  NK in Eindhoven - 2:16.51 (18e overall)
- 2013:  NK in Eindhoven - 2:18.53 (15e overall)

### veldlopen
- 2000: 90e WK veldlopen voor junioren - 26.15
- 2003: 4e NK Veldlopen, Harderwijk (12.000 m) - 37.36
- 2003: 40e EK Veldlopen, Edinburgh (10.095 m) - 32.18
- 2003: 7e Sylvestercross, Soest (10.400 m) - 33.57
- 2004: 4e Profilecross, Uden - 36.50
- 2004: 4e NK Veldlopen, Holten (12.000 m) - 37.17
- 2004: 79e WK veldlopen, Brussel (12 km) - 39.28
- 2004: 41e EK Veldlopen, Heringsdorf (9.640 m) - 28.59
- 2004: 5e Sylvestercroos, Soest - 34.14
- 2005: 5e Sprintcross, Breda - 34.10
- 2005:  Abdijcross (9.600 m)
- 2005:  NK Veldlopen, Roggel en Neer (11.850 m) - 36.58
- 2005: 31e EK veldlopen, Tilburg - 28.17
- 2006:  NK Veldlopen, Norg (12.100 m) - 37.25
- 2006: 40e EK veldlopen, San Giorgio su Legnano - 29.25
- 2007:  NK Veldlopen, Wageningen (10,3 km) - 33.41
- 2007: 6e Sylvestercross, Soest - 35.11
- 2013: 8e NK (Warandeloop) - 32.06
- 2013: 7e Sylvestercross (10.400 m), Soest - 36.36
- 2014:  Mescherbergloop - 50.02